# Modelo de aritmética não padrão
Na lógica matemática, um modelo da aritmética não-padrão é um modelo da (primeira-ordem) aritmética de Peano que contém números não-padrões. O modelo padrão da aritmética consiste do conjunto dos números naturias {0,1,2,3,...}. Os elementos de qualquer modelo da aritmética de Peano são ordenados linearmente e possuem um segmento isomórfico inicial aos números naturais comuns. Um modelo não-padrão é um modelo que possui elementos adicionais fora do seu segmento inicial. A construção de tais modelos se dá por conta de Thoralf Skolem (1934).

## Existência
Existem vários métodos que podem ser usados para provar a existência de um modelo aritmético não-padrão.

### Do teorema da compaccidade
A existência de modelos aritméticos não-padrões pode ser demonstrada através de uma aplicação do teorema da compaccidade. Para fazer isso, um conjunto de axiomas P* é definido em uma linguagem incluindo a linguagem da aritmética de Peano com mais um símbolo de constante x. Os axiomas consistem dos axiomas da aritmética de  Peano mais um conjunto infinito de axiomas: para cada numeral n, o axioma x > n é incluído. Qualquer subconjunto finito desses axiomas são satisfeitos por um modelo que é o modelo padrão da aritmética mais a constante x interpretada como algum número maior do que qualquer número mencionado no subconjunto finito de P*. Desse modo, pelo teorema da compaccidade existe um modelo que satisfaz todos os axiomas de P*. Já que qualquer modelo de P* é um modelo de P (uma vez que um modelo de um conjunto de axiomas obviamente também é um modelo para qualquer subconjunto daquele conjunto de axiomas), nós temos que nosso modelo estendido é também um modelo para os axiomas de Peano. O elemento desse modelo que corresponde a x não pode ser um número padrão, pois como dito ele é maior do que qualquer número padrão.
Usando métodos mais complexos, é possível construir modelos não-padrões que possuem propriedades mais complicadas. Por exemplo, existem modelos da aritmética de Peano em que o teorema de Goodstein falha. Pode ser provado na teoria dos conjuntos de Zermelo-Fraenkel que o teorema de Goodstein funciona para qualquer modelo padrão, portanto um modelo em que o teorema de Goodstein falha tem que ser não-padrão.

### Dos teoremas da incompletude
Os teoremas da incompletude de Gödel também implicam a existência de modelos da aritmética não-padrão. Os teoremas da incompletude mostram que uma dada sentença G, as sentenças de Gödel da aritmética de Peano, não é nem provável nem não-provável na aritmética de Peano. Pelo teorema da completude de Gödel, isso significa que G é falsa em algum modelo da aritmética de Peano. Contudo, G é verdade no modelo padrão da aritmética, e portanto qualquer modelo em que G é falso tem que ser um modelo não-padrão. Assim, satisfazer ~G é uma condição suficiente para um modelo ser não-padrão. Esta não é uma condição necessária, contudo; para qualquer sentença G de Gödel, existem modelos da artimética em que G é verdade para todas as cardinalidades.

#### Insalubridade aritmética para modelos com ~G verdadeira
Assumindo que a aritmética é consistente, a aritmética com ~G também é consistente. Porém, uma vez que ~G significa que a aritmética é inconsistente, o resultado não será ω-consistente (porque ~G é falso e isso viola a ω-consistência).

### De um ultraproduto
Um outro modo de construir um modelo não-padrão é através de um ultraproduto. Uma construção típica usa todas as sequências dos números naturais,{\displaystyle \mathbb {N} ^{\mathbb {N} }} .Identificar duas sequências se elas são compatíveis com um conjunto de índices, os quais são membros de um ultrafiltro fixo não-principal. O resultado é um modelo aritmético não-padrão. Isso pode ser identificado com números hipernaturais.

## Estrutura de modelos não-padrões contáveis
Os modelos de ultraprodutos são incontáveis (já que são baseados em um produto infinito de {\displaystyle \mathbb {N} }, portanto, sequências infinitas de números). Contudo, pelo teorema de Löwenheim–Skolem têm que existir modelos da aritmética não-padrões que são contáveis. Uma maneira de definir tal modelo é usando a lógica de segunda ordem.
Qualquer modelo aritmético contável não-padrão tem tipo de ordenação ω + (ω* + ω) · η, onde ω é o tipo da ordenação dos números naturais padrões, ω* é a ordenação dual (uma sequência decrescente infinita) e η é o tipo da ordenação dos números racionais. Em outras palavras, um modelo não-padrão contável começa com uma sequência crescente infinita (os elementos padrões do modelo). Isso é seguido por uma coleção de "blocos", cada um de tipo de ordenação ω* + ω, o tipo de ordenação dos inteiros. Esses blocos são ordenados densamente com o tipo de ordenação dos racionais. O resultado segue facilmente pois é fácil ver que números não-padrões têm que ser densos e ordenados linearmentes sem fim, e os racionais são os únicos contáveis linearmente densos ordenados sem fim.
Logo, o tipo de ordenação dos modelos não-padrões é conhecido. Contudo, as operações aritméticas são muito mais complicadas.
É fácil ver que as estruturas matemáticas diferem de ω + (ω* + ω) · η. Por exemplo, se u esta no modelo então m*u também está, para qualquer m, n no segmento inicial N, u2 ainda é maior do que m*u para qualquer m padrão finito.
Você também pode definir "raízes quadradas" como sendo o menor v tal que v2 > 2*u. É fácil ver que esses não podem estar dentro dos números finitos racioas múltiplos de u. Por métodos análagos para análises não-padrões você também pode usar a aritmética de Peano para definir uma aproximação mais próxima de múltiplos irracionais de um número não-padrão u tal como o mínimo v com v > π*u (esses podem ser denifidos na aritmética de Peano usando aproximações racionais finitas não-padrões de π mesmo que o próprio π não possa ser).
Isso mostra que uma estrutura matemática de um modelo não-padrão contável é mais complexo do que a estrutura dos racionais. Contudo, existe mais que isso.
O teorema de Tennenbaum mostra que não existe modelo contável não-padrão da aritmética de Peano o qual, ou a adição ou a multiplação são computáveis. Esse resultado, primeiro obtido por Stanley Tennenbaum em 1959, impõe uma limitação severa na habilidade de descrever concretamente as operações aritméticas de um modelo contável não-padrão.

## Citações
1. ^ Andrey Bovykin and Richard Kay[ttp://web.mat.bham.ac.uk/R.W.Kaye/papers/survey6.pdf Order-types of models of Peano arithmetic: a short survey]June 14, 2001
2. ^ Andrey BovykinOn order-types of models of arithmetic thesis submitted to the University of Birmingham for the degree of Ph. D. in the Faculty of Science 13th April 2000
3. ^ - LINEAR ORDERS, DISCRETE, DENSE, AND CONTINUOUS - includes proof that Q is the only countable dense linear order.